# Breaston
Breaston – wieś w Anglii, w hrabstwie Derbyshire, w dystrykcie Erewash. Leży 12 km na wschód od miasta Derby i 174 km na północny zachód od Londynu.